# NGC 7410
NGC 7410 је спирална галаксија у сазвежђу Ждрал која се налази на NGC листи објеката дубоког неба.
Деклинација објекта је - 39° 39' 44" а ректасцензија 22h 55m 0,6s. Привидна величина (магнитуда) објекта NGC 7410 износи 10,4 а фотографска магнитуда 11,3. Налази се на удаљености од 20,1000 милиона парсека од Сунца. NGC 7410 је још познат и под ознакама ESO 346-12, MCG -7-47-2, IRAS 22522-3955, PGC 69994.